# Томаж Шаламун
Томаж Шаламун, словеначки песник и преводилац, (4. јул 1941, Загреб, † 27. децембар 2014, Љубљана).

## Живот
Томаж Шаламун рођен је у Загребу 1941. Живео је у Љубљани. Гимназију је завршио у Копру (1960), а студирао историју и историју уметности у Љубљани (1965). Током студија сарађивао је са ОХО групом, у којој је радио и његов брат, сликар Андраж Шаламун. Његове сестре су Јелка и Катарина. Са Маруши Кресе има сина Давида.
Године 1969. запослио се као приправник у Модерној галерији Љубљана, а 1971. као асистент за историју уметности на Академији ликовних уметности у Љубљани.
Године 1970. био је на тромесечном постдипломском курсу у Пизи. У јулу исте године позван је од стране Њујоршког музеја модерне уметности (МОМА) као члана групе ОХО; ту је остао месец дана. У јесен 1971. позван је у САД на Универзитет у Ајови (1971-72). Тамо је радио на Катедри за компаративну књижевност и теорију књижевности. Касније је на позив америчке ликовне колоније Иадо још три пута боравио у САД по два месеца (1974, 1979, 1986), где је стварао (већина Шаламунових песама настала је у иностранству). 1996-2000 био је културни аташе Словеније у Њујорку, а 2008. радио је као гостујући професор креативног писања на Универзитету Ричмонд у америчкој држави Вирџинији.
Године 1979. оженио се сликарком Метком Крашовец.
Поезију је почео да пише у Перспективу 1963-64. Био је члан ОХО и са њим излагао у Љубљани, Београду, Загребу, Њујорку и самостално у Крању.
Словеначки класик је постао 1993. године са одабраним песмама из реномиране колекције Кондор. Године 2005. изабран је за ванредног, а 2013. за редовног члана Словеначке академије наука и уметности (САЗУ).
Више од 30 његових књига преведено је на 18 језика.
Академски сликар и графичар Метка Крашовец, супруга Томажа Шаламуна, предала је јавности целокупну његову међународну збирку књига. У ту сврху, на другу годишњицу песникове смрти, основан је и отворен Песнички центар Томаж Шаламун, са седиштем у Цанкарјевој 5 у Љубљани. Кустос збирке је песник и писац Алеш Штегер.

## Рад
Када је Томаж Шаламун објавио песму „Дума 64” (1964), била је политички провокативна. То се односило и на објављивање песме у Перспективу 1963. године; такође објављивањем збирке поезије Покер 1966. Тада је песник добио подршку једног од српских песника, а пре рата и француског надреалисте, тада члана ЦК КП Србије. ,Оскар Давичо, који је – како наводи у интервјуу – „био на целој задњој страни новина“ Комуниста је написао прави панегирик, који је у Словенији изазвао велику пометњу“Štamcar, Miha; Neža Mrevlje (2009). »Filozofija je tanker, poezija pa je hitra«. InDirekt. ISSN 1855-2889.
У оквиру међународних фестивала поезије, у оквиру разних књижевних радионица, као и у оквиру својих читалачких турнеја, највише је посетио САД: Вермонт Колеџ, Университи оф Ајова, Сарах Лауренце Колеџ, Универзитет Харвард, Универзитет Колумбија, Државни универзитет Џорџије, Универзитет Масачусетс-Амхерст, Универзитет Емори, Универзитет Мисисипија.
У мају 2002. жири Берлинског уметничког програма (ДААД) позвао је Томажа Шаламуна у Берлин на годину дана. Додељене су стипендије књижевним ствараоцима широм света.

## Поезија
Томаж Шаламун је представник 2. послератне генерације. Он је први из ове генерације који је остварио једну врсту модернистичке поезије. У садржајном погледу, међутим, напустио је традицију соцреализма, симболизма и егзистенцијализма.
Објавио је преко тридесет збирки поезије. Већ у првој збирци (Покер) користио је свој језик, који је већ коришћен пре њега. Овим језиком унео је у поезију речи које су се раније сматрале табуом у песмама. Увео их је тако да се уклапају у његове песме. Никада није писао у првом лицу. У Шаламуну је песничко ја скривено у језику и у скривеном приповедачу, тако да он нигде не приповеда песму директно од себе.
Радове је објавио у Перспективама, у зборнику ЕВА, Каталог I, Каталог II, Перицарережерациреп.

### Збирке поезије
- Покер (1966)
- Сврха пелерине(1968)
- Ходочашће Марушки (1971)
- Бела Итака (1972)
- Америка (1972)
- Арена (1973)
- Соко (1974)
- Имре (1975)
- Друиди (1975)
- Турбине (1975)
- Празник (1976)
- Звезде (1977)
- Анђеоски метод (1978)
- На трагу игре (1979)
- Историја светлости је наранџаста (1979)
- Маске (1980)
- Балада за Метка Крашовца (1981)
- Аналогије светлости (1982)
- Глас (1983)
- Сонет на млеку (1984)
- Соја реалидад (1985)
- Љубљанско пролеће (1986)
- Мера времена (1987)
- Жива рана, живи сок (1988)
- Клинац и јелен (1990)
- Глаголи сунца (1993)
- Амбра (1995)
- Црни лабуд (1997)
- Књига за мог брата (1997)
- Море (1999) (ЦОБИСС)
- Шума и пехари (2000) (ЦОБИСС)
- табле (2002)
- Одатле (2003)
- Са Архилохом на Кикладима (2004)
- Шта је шта (2005)
- Сунчева кочија (2005)
- Плава кула (2007)
- Два брата на иста врата (2007) Хиперион
- Њања ме посећује ниоткуда као риба (2008)
- Фрозен Талес (2009)
- Почешао сам лављу главу до пола њушке, а онда сам стао (2009)
- Свет је у криву (2010)
- Сезона (2010)
- Опера буффа (2011)
- КАДА: Изабране песме (2011)  978-961-242-384-1
- Дах (2013, Птуј – Институт Итадакимасу)
- Молуск (2013) Цанкарјева заложба
- Бебе (2014)
- Оргије (2015)  978-961-284-044-0
- Она која подиже своју шапу спава (2015)  978-961-6952-45-3
- Рама (2015, Хиперион)
- Шапат (избор и илустрације Метка Крашовец, 2016)
- Постхумна туча (белешка и илустрације Ана Шаламун, 2018)
- ЈУТРО: шест збирки из заоставштине (шест до сада необјављених збирки поезије, насталих од 2004. до 2013. под насловима: Изгубљени у мрежама под маслинама, Превара, Ропар, Анди, Михаел је наш, Усода; пропратне речи Михаела Маурича и Алеша Штегер, 2018)
- Отишло је све што сам загрлио - Избор песама 2013-2014; Посебно издање поводом 5. годишњице смрти Т. Ш. – Центар за поезију Т. Ш., ЈСКД (2019)
- А свуда около је био снег; [песму приредио и предговор написао Миха Маурич; илустрације Ана Шаламун; преводиоци Јуре Потокар ... ет ал.] -- Љубљана: Јавни фонд Републике Словеније за културне активности, часопис Ментор: Поетски центар Томажа Шаламуна, 2021 (језик: енглески, словеначки)

### Приповетке
- Маркова кућа (1992)
- Корпорација у 21 спрату (2010)
- Малине су: прича о преводилачким играма или ко жели песме Томажа Шаламуна (превео, приредио и пропратни текст написао Миха Мохор, 2015)

### Адаптације
- Симон де Бовоар: Мандарине (1971)
- Арт Бухвалд: Невоље у рају (1975)
- Хаиме де Ангуло: Индијске приче (1978)
- Агата Кристи: Полазак у 16:50 (1978)
- Фредерик Вилијам Винтерботам: Нацистичке науке (1983)
- Валтер де ла Мар: Чудесна јакна (1984)
- Рене Гошини: Никејац (1985)
- Чарлс Симић: Разоткривање тишине (2001)

### Преводи
- Балзак: Војвоткиња де Ланже (1987) (хттпс://плус.си.цобисс.нет/опац7/биб/1727234[мртва веза])

### Награде
- Омладинска награда 1967
- Награда Прешерновог фонда 1973
- 1978. Награда Жељезаре Сисак
- 1981. Награда Љубиша Јоцић
- 1988. Јенкина награда за збирку поезије Мера времена
- Прешернова награда 1999
- 2003. Награда Алтамареа у Трсту
- Европска награда за поезију 2007, Минстер, Немачка
- 2007 Јенка награда за збирку поезије Сињи столп
- Златни венац Струшких вечери поезије 2009, Охрид, Македонија
- Награда за поезију и народ 2012, Кина
- 2013 Његошева награда, Црна Гора